# 感情8号線
『感情8号線』（かんじょうはちごうせん）は、畑野智美による小説。「FEEL LOVE」「小説NON」に連載され、2015年10月に単行本が祥伝社より刊行された。
2017年1月にフジテレビでテレビドラマ化された。

## テレビドラマ
フジテレビによりドラマ化され、フジテレビTWOで2017年1月15日より2月19日まで放送された。環状八号線沿いの街に住む6人の女性の恋愛と人生を描いた全6話の恋物語。2017年7月より地上波でも放送された。各話主演女優が異なり、番組のエンディングはその主演女優が歌う曲で締めくくられる。

### キャスト
- 真希：川栄李奈（1話主演、4-6話）
  - 23歳。荻窪在住。ワンルームのアパート暮らしの劇団員。芙美のいとこ。
  - 役者を目指して3年前に静岡から上京。
  - 公太と付き合っているが同じ餃子屋でバイトしている貫ちゃんへの思いを言えずにずっと抱えている。

- 絵梨：倉科カナ（2話主演、全話）
  - 27才。八幡山在住。亜実と同じインテリアショップでバイトしている。
  - もう結婚することが決まっている小山貴志からDVを受けているが誰にも言えずにいる。

- 結城亜実：貫地谷しほり（3話主演、全話）
  - 27才。千歳船橋在住。インテリアショップ店員。
  - 和也と結婚したばかりだが、主婦業が苦手。優しい夫と結婚し、幸せなはずなのに不安が消えない中、高校時代に付き合っていた川島（元カレ）と遭遇する。

- 坂本芙美：真飛聖（4話主演、5・6話）
  - 37才。二子玉川在住。専業主婦で二人子どもがいる。
  - お洒落で理想的なマンション暮らし。
  - 夫が里奈と不倫関係であることに気付いているが、子どものために黙っている。

- 里奈：小野ゆり子（5話主演、1・4・6話）
  - 30才。上野毛在住。不動産会社社員。
  - 同期入社で同じ部署で働く和也への思いが断ち切れず、その寂しさを埋めるかのように職場の上司・坂本と不倫をしている。

- 麻夕：堀田茜（6話主演、1・5話）
  - 23才。生まれも育ちも田園調布のお嬢様。
  - 女子大を卒業後、バイトする必要などないのに、一目ぼれした貫ちゃんが働いている餃子屋でアルバイトをしている。

- 結城和也：田中圭（3-6話）
  - 不動産会社社員。妻は亜実で新婚。

- 小山貴志：三浦貴大（2・4-6話）
  - 不動産会社社員。DVの彼氏で、恋人は絵梨。

- 貫ちゃん：堀井新太（1・5・6話）
  - 劇団員。餃子店アルバイト。恋人・ミクがいる。

- 公太：杉野遥亮（1・5・6話）
  - 大学生。真希と付き合っている。

- 坂本：眞島秀和（4-6話）
  - 不動産会社部長。妻は芙美。里奈と不倫関係。

- 川島：町田啓太（3話）
  - 亜美の元カレ。

- ミク：桜井ユキ（1-3・6話）
  - 貫ちゃんの恋人。劇団主宰者。インテリアショップアルバイト。

### スタッフ
- プロデューサー - 浅野澄美
- プロデュース - 鹿内植、田淵麻子（フジテレビ）
- 音楽 - 平沢敦士
- 制作・著作 - フジテレビ
- 脚本 - 阿久津朋子

### 放送日程
| 各話  | CS放送日 | 地上波放送日 | サブタイトル  | 主演女優     | 演出                         | エンディングテーマ     |
| ----- | -------- | ------------ | ------------- | ------------ | ---------------------------- | ---------------------- |
| 第1話 | 1月15日  | 7月11日      | 荻窪 真希     | 川栄李奈     | 西浦正記                     | 何度でも               |
| 第2話 | 1月22日  | 8月1日       | 八幡山 絵梨   | 倉科カナ     | 相沢秀幸                     | 僕が僕であるために     |
| 第3話 | 1月29日  | 8月8日       | 千歳船橋 亜実 | 貫地谷しほり | 相沢秀幸                     | 幸せになるために       |
| 第4話 | 2月5日   | 8月15日      | 二子玉川 芙美 | 真飛聖       | 楢木野礼                     | ひょっこりひょうたん島 |
| 第5話 | 2月12日  | 8月22日      | 上野毛 里奈   | 小野ゆり子   | 楢木野礼                     | あなたに会えてよかった |
| 第6話 | 2月19日  | 9月5日       | 田園調布 麻夕 | 堀田茜       | 西浦正記・相沢秀幸・楢木野礼 | ぼくらが旅に出る理由   |